# Une leçon d'amour
 (décembre 2023).
Si vous disposez d'ouvrages ou d'articles de référence ou si vous connaissez des sites web de qualité traitant du thème abordé ici, merci de compléter l'article en donnant les références utiles à sa vérifiabilité et en les liant à la section « Notes et références ».
Pour plus de détails, voir Fiche technique et Distribution.
Une leçon d'amour (En lektion i kärlek) est un film suédois réalisé par Ingmar Bergman, sorti en 1954.

## Synopsis
David Enermann, un éminent gynécologue, rompt avec sa maîtresse Suzanne et revoit les circonstances d'une séduction éclair alors que celle-ci était venue le consulter. Apprenant que David l’a trompée, Marianne, son épouse, décide de se venger. Elle part pour Copenhague afin de retrouver Carl-Adam, un sculpteur qu'elle devait jadis épouser. 
Piqué, David décide de reconquérir sa femme. Il prend le train et s'installe dans le compartiment occupé par une belle femme blonde et par un voyageur de commerce. Les deux hommes font le pari de séduire la voyageuse. C’est David qui gagne d’autant plus facilement que l’enjeu n’est autre que Marianne. Au cours du voyage, Marianne et David se remémorent divers épisodes de leur existence commune. A Copenhague, Carl-Adam, qui attendait Marianne, est plus que surpris en voyant celle-ci est accompagnée de son mari.
Néanmoins Carl-Adam fait comme si de rien n'était, il invite le couple dans une boite de nuit. Il soudoie une entraîneuse afin que celle-ci séduise David. Ce dernier n'est pas insensible aux charmes de la jeune femme. Marianne, qui peu à peu revenait à son mari, est furieuse de cette attitude libertine. Mais finalement, cet incident fomenté de main de maître par Carl-Adam ne fera que rapprocher les deux époux.

## Fiche technique
- Titre : Une leçon d'amour
- Titre original : En lektion i kärlek
- Réalisation : Ingmar Bergman
- Assistant-réalisateur : Rolf Carlsten
- Scénario : Ingmar Bergman
- Production : Allan Ekelund
- Société de production et de distribution : Svensk Filmindustri
- Distribution en France : Télécinex
- Musique : Dag Wirén
- Directeur de la photographie : Martin Bodin
- Cameraman : Bengt Nordwall
- Photographe de plateau : Louis Huch
- Montage : Oscar Rosander
- Décors : P.A. Lundgren
- Son : Sven Hansen
- Maquilleur : Carl M. Lundh
- Script-girls : Bente Munk et Birgit Norlindh
- Pays d'origine : Suède
- Format : Noir et blanc - Mono - 35 mm
- Genre : Comédie
- Durée : 96 minutes
- Date de sortie : 4 octobre 1954 au Röda Kvarn
- Date de sortie en France : 9 décembre 1959

## Distribution
- Eva Dahlbeck : Marianne Erneman
- Gunnar Björnstrand : le docteur David Erneman
- Yvonne Lombard : Suzanne
- Harriet Andersson : Nix
- Åke Grönberg : Carl-Adam
- Olof Winnerstrand : le professeur Henrik Erneman
- Renée Björling : Svea Erneman
- Birgitte Reimer : Lise
- John Elfström : Sam
- Dagmar Ebbesen : l'infirmière
- Helge Hagerman : représentant de commerce
- Sigge Fürst : le pasteur
- Gösta Prüzelius : le contrôleur du train
- Carl Ström : oncle Axel
- Torsten Lilliecrona : le portier
- Arne Lindblad : le directeur de l'hôtel
- Yvonne Brosset : la ballerine
- Siv Ericks : une patiente de David

## Autour du film
Ce marivaudage, empreint de tristesse et d'amertume, remet en questions certaines formules : « Le lit conjugal est le tombeau de l'amour... La femme fut créée la première. Dieu lui a fait cadeau de l'homme ». Une leçon d'amour abonde en interrogations qui hanteront encore bien des films de Bergman.